# Imperio nómada
Los imperios nómadas, a veces también llamados imperios de estepa, de Asia Central o de Asia interior, son los imperios erigidos por los pueblos nómadas, ecuestres y de arco en la estepa euroasiática, desde la Antigüedad clásica (Escitia) hasta la era moderna temprana (Zungaria). Son el ejemplo más prominente de políticas no sedentarias. 
Algunos imperios nómadas operaban estableciendo una ciudad capital dentro de un estado sedentario conquistado, y luego explotaban a los burócratas existentes y los recursos comerciales de esa sociedad no nómada. A medida que se repetía el patrón, la dinastía originalmente nómada se asimilaba culturalmente a la nación ocupada antes de que finalmente fuese derrocada. Ibn Jaldún describió un ciclo similar en menor escala en su teoría de Asabiyyah. Un término utilizado para estas políticas en el período medieval temprano es kanato (debido a kan, el título de sus gobernantes), y después de las conquistas mongoles también se usó el término horda, como en la Horda de Oro.

## Historia antigua

### Cimerios
Los cimerios fueron un antiguo pueblo indoeuropeo que habitaba al norte del Cáucaso y el mar de Azov desde el 1300 a. C. hasta que fueron conducidos al sur por los escitas hacia Anatolia durante el siglo VIII a. C. Lingüísticamente, generalmente se los considera iraníes, o posiblemente tracios con una clase dirigente iraní. 
- La estepa póntico-caspia: Sur de Rusia y Ucrania hasta el siglo VII a. C.
- El área del norte del Cáucaso, incluyendo Georgia y el moderno Azerbaiyán
- Anatolia central, oriental y septentrional 714–626 a. C.

### Escitia

Escitia

Escitia ( / s ɪ θ i ə / ; griego antiguo: Σκυθική) fue una región de Eurasia central en la Antigüedad clásica, ocupada por los escitas iraníes orientales, que abarca partes de Europa Oriental al este del río Vístula y Asia Central, con los límites orientales de la región vagamente definidos por los griegos. Los antiguos griegos dieron el nombre de Escitia (o Gran Escitia) a todas las tierras del noreste de Europa y la costa norte del Mar Negro. Los escitas, el nombre de los griegos para este pueblo inicialmente nómada, habitaban Escitia al menos desde el siglo XI a. C. hasta el siglo II.

### Sármatas
Los sármatas (latín: Sarmatæ o Sauromatæ, griego: Σαρμάται, Σαυρομάται) fueron una gran confederación iraní durante la Antigüedad clásica, floreciendo desde aproximadamente el siglo VI a. C.. hasta el siglo IV d. C. Hablaban escito-sármata, una lengua indoeuropea de la familia iraní oriental. Según los autores Arrowsmith, Fellowes y Graves Hansard en su libro A Grammar of Ancient Geography publicado en 1832, Sarmacia tenía dos partes, Sarmacia Europea y Sarmacia Asiática que cubrían un área combinada de 503,000 millas cuadradas o 1,302,764   km 2. Los sármatas eran básicamente veteranos escitas (Sacas, yacigios, Skolotoi y Partianos) que regresaban a la estepa Póntica-Caspiana después del sitio de Nínive. Muchas familias nobles de Szlachtas polacas reclaman un descenso directo de los sármatas, por lo que algunos de sus primeros miembros de la realeza, incluidos los de la antigua Vindelicia prerromana, Baviera, Helvetia, Panonia y algunas de las últimas dinastías Piastas derivan de un dudoso descenso directo de la dinastía Ikshvaku Aryan Suryavansha (Swarożyce) (Jakszyce) y más tarde también de los elegidos sármatas. 

### Xiongnu

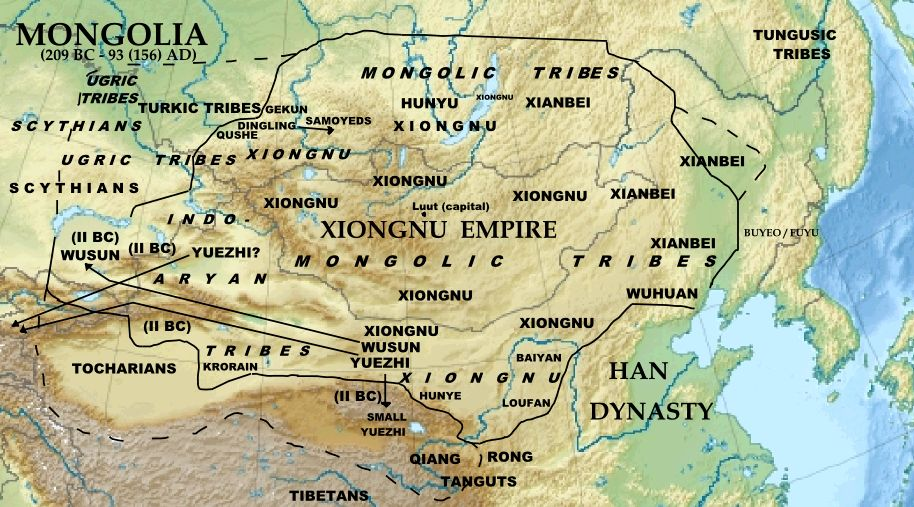
Imperio Xiongnu

Los xiongnu eran una confederación de tribus nómadas de Asia Central con una clase dominante de origen desconocido y otras tribus subyugadas. Vivían en la meseta de Mongolia entre el siglo III a. C. y la década de 460 d. C., sus territorios incluían la actual Mongolia, el sur de Siberia, el oeste de Manchuria y las modernas provincias chinas de Mongolia Interior, Gansu y Xinjiang. Fue el primer imperio unificado de los pueblos nómadas. Las relaciones entre las primeras dinastías chinas y Xiongnu fueron complicadas e incluían conflictos militares, intercambios de tributos y comercio, y tratados matrimoniales. Cuando el emperador Qin Shihuang los expulsó del sur del río Amarillo, construyó la famosa Gran Muralla para evitar que regresaran.

### Imperio Kushán
El Imperio Kushán (Bactriano: Κυϸανο, Kushano; Sánscrito: कुषाण राजवंश Kuṣāṇ Rājavaṃśa; BHS: Guṣāṇa-vaṃśa; Partiano) era un imperio sincrético, formado por Yuezhi bajo presión de los xiongnu, en los territorios bactrianos a principios del siglo I. Se extendió para abarcar gran parte de Afganistán, y luego las partes norteñas del subcontinente indio al menos hasta Saketa y Sarnath cerca de Varanasi (Benarés), donde se han encontrado inscripciones que datan de la era del emperador Kushán Kanishka el Grande.

### Xianbei

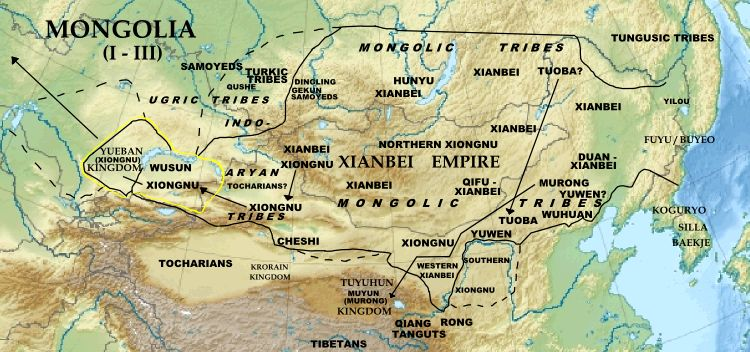
Imperio Xianbei

El estado de Xianbei o la confederación de Xianbei fue un imperio nómada que existió en la actual Mongolia, Mongolia Interior, Xinjiang del norte, noreste de China, Gansu, Buriatia, krai de Transbaikalia, óblast de Irkutsk, Tuvá, república de Altái y el este de Kazajistán de 156-234 d. C. Como la mayoría de los pueblos antiguos conocidos a través de la historiografía china, la composición étnica de los xianbei no está clara. Los xianbei eran una rama septentrional del anterior pueblo de Donghu y es probable que al menos algunos fueran proto-mongoles. Después del colapso del estado, la tribu emigró a China y fundó la Dinastía Wei del Norte.

### Imperio Heftalita
Los heftalitas, Eftalitas, Ye-tai, hunos blancos, o, en sánscrito, Sveta Huna, fueron una confederación de nómadas y personas establecidas en Asia Central que expandieron su dominio hacia el oeste en el siglo V. En el apogeo de su poder en la primera mitad del siglo VI, el Imperio heftalita controló el territorio del actual Afganistán, Turkmenistán, Uzbekistán, Tayikistán, Kirguistán, Kazajistán, Pakistán, India y China.

### Imperio Huno

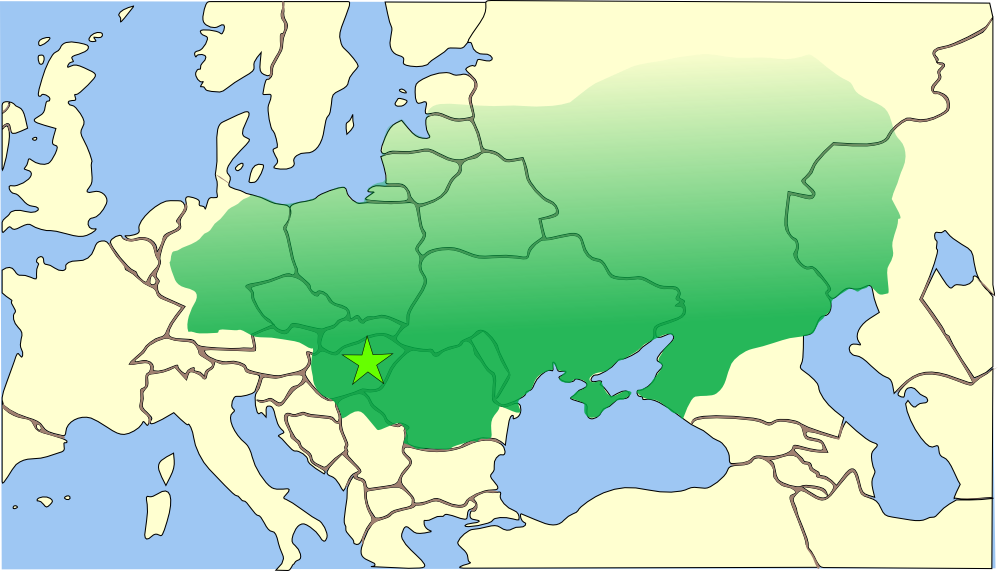
El Imperio Huno en su mayor extensión bajo el mando de Atila.

Los hunos fueron una confederación de tribus de Eurasia en las estepas de Asia Central. Apareciendo desde más allá del río Volga algunos años después de la mitad del siglo IV, conquistaron toda Europa oriental, terminando en la frontera sur del Imperio Romano, y avanzando hasta la actual Alemania en el norte. Su aparición en Europa trajo consigo una gran agitación política y étnica y pudo haber estimulado la Gran migración. El imperio alcanzó su mayor extensión bajo el mando de Atila entre 447 y 453.

## Historia post-clásica

### Pueblos mongólicos y expansión turca

#### Rouran

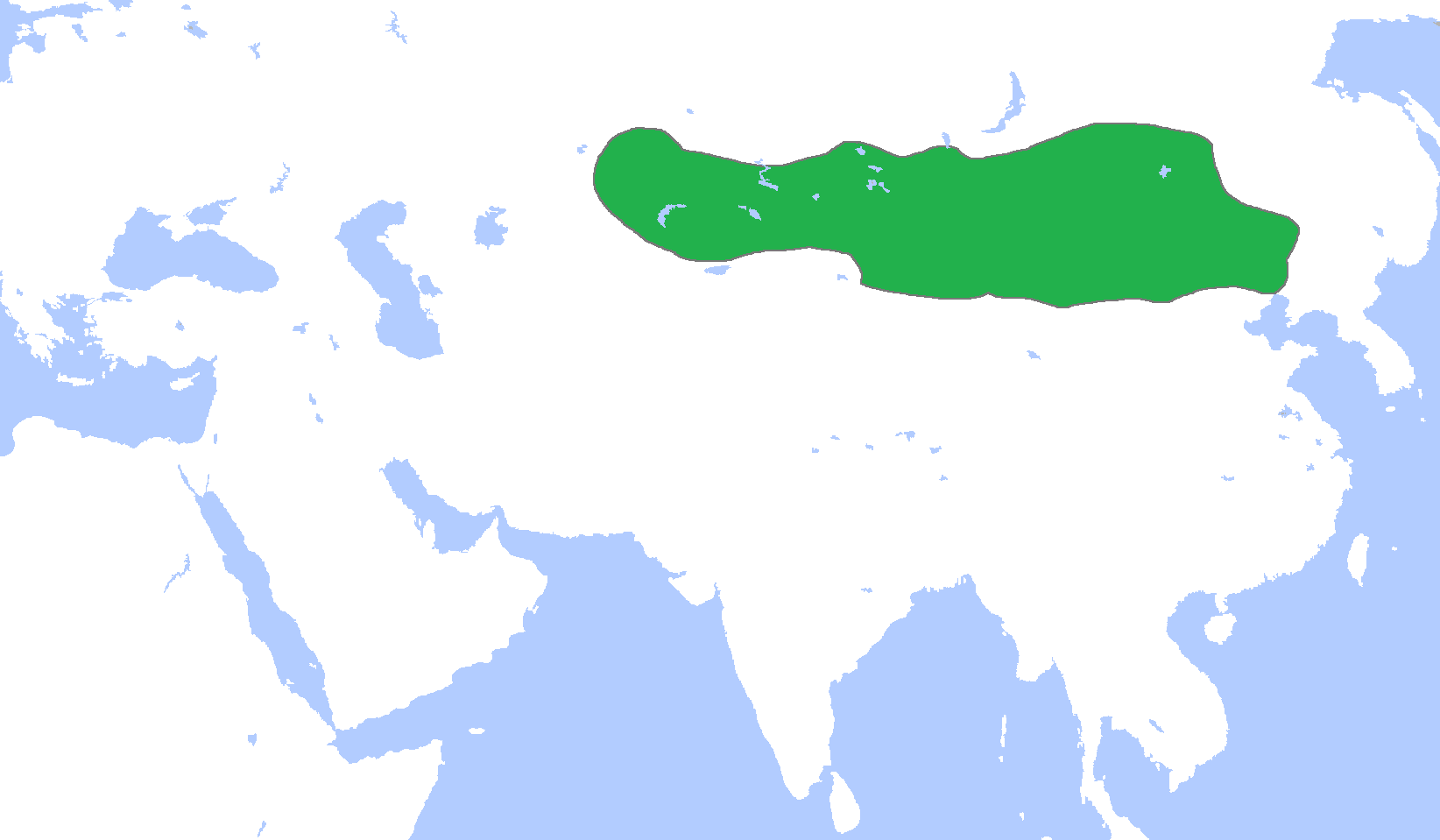
El Kanato Rouran cerca de 500 e.c

Los Rouran (柔然), Juan Juan (蠕蠕), o Ruru (茹茹) fueron una confederación de tribus nómadas de habla mongólica en las fronteras del norte de China desde finales del siglo IV hasta finales del siglo VI. Controlaron el área de Mongolia desde la frontera de Manchuria hasta Turpan y, quizás, la costa este de lago Baljash, y desde el río Orjón hasta China propia.

#### Göktürks

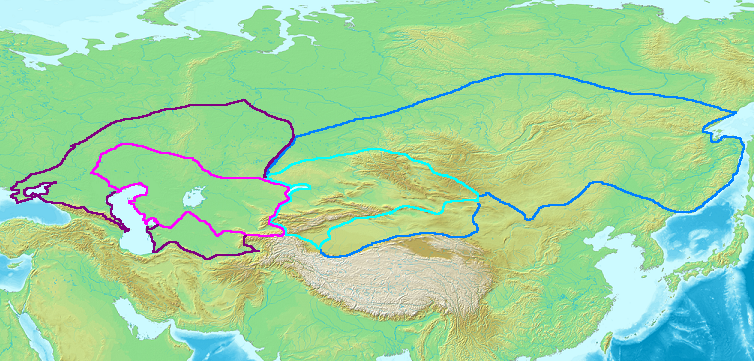
Kanato Gökturk en su mejor momento, cerca de 600 d. C. Las líneas púrpuras (occidente) y azules (oriente) más claras representan una regencia directa, las más oscuras muestran una esfera de influencia

Los Göktürks o Kök-Türks fueron un pueblo turco de la antigua Asia del Norte, Asia Central y el noroeste de China. Bajo el liderazgo de Bumin Khan y sus hijos, establecieron el primer estado turco conocido alrededor del 546, tomando el lugar del anterior Xiongnu como potencia principal en la región. Fueron la primera tribu turca en usar el nombre "Türk" como nombre político. El imperio se dividió en una parte occidental y otra oriental alrededor de 600, se fusionó de nuevo en 680 y finalmente se redujo después de 734.

#### Uigur

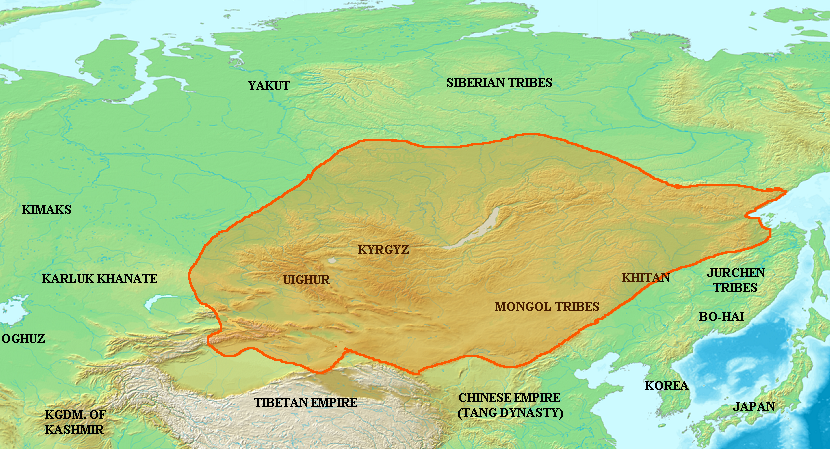
El kanato uigur y sus vecinos en el 800 d. C.

El Imperio uigur fue un imperio túrquico que existió durante casi un siglo entre los siglos VIII y IX. Era una confederación tribal de la nobleza de la etnia uigur. Fue establecido por Kutlug I Bilge Kagan en 744, aprovechando el vacío de poder en la región después de la caída del Imperio Gökturk. Se derrumbó después de una invasión kyrgyz en 840.

## Imperio Mongol

Expansión del Imperio Mongol

El Imperio mongol fue el imperio de territorios contiguos más grande de la historia en su momento de mayor expansión, con una población estimada de más de 100 millones de personas. Fue fundado por Genghis Kan en 1206, y en su apogeo, abarcó la mayoría de los territorios desde el sudeste de Asia hasta Europa oriental. 
Después de unificar las tribus turco-mongoles, el imperio se expandió a través de las conquistas en todo el continente de Eurasia. Durante su existencia, la Pax Mongolica facilitó el intercambio cultural y el comercio en la ruta de la seda entre el mundo oriental, occidental y oriente medio durante el período de los siglos XIII y XIV. Esto facilitó significativamente la comunicación y comercio a través de Asia.
Después de la muerte de Möngke Kan en 1259, el imperio se dividió en cuatro partes (dinastía Yuan, Ilkanato, Kanato de Chagatai y la Horda de Oro), y cada uno fue gobernado por su propio Kan, aunque los gobernantes Yuan tenían el título nominal de Jagán. Después de la desintegración de los kanatos occidentales y la caída de la dinastía Yuan en China en 1368, el imperio finalmente se disolvió.

### Imperio Timúrida

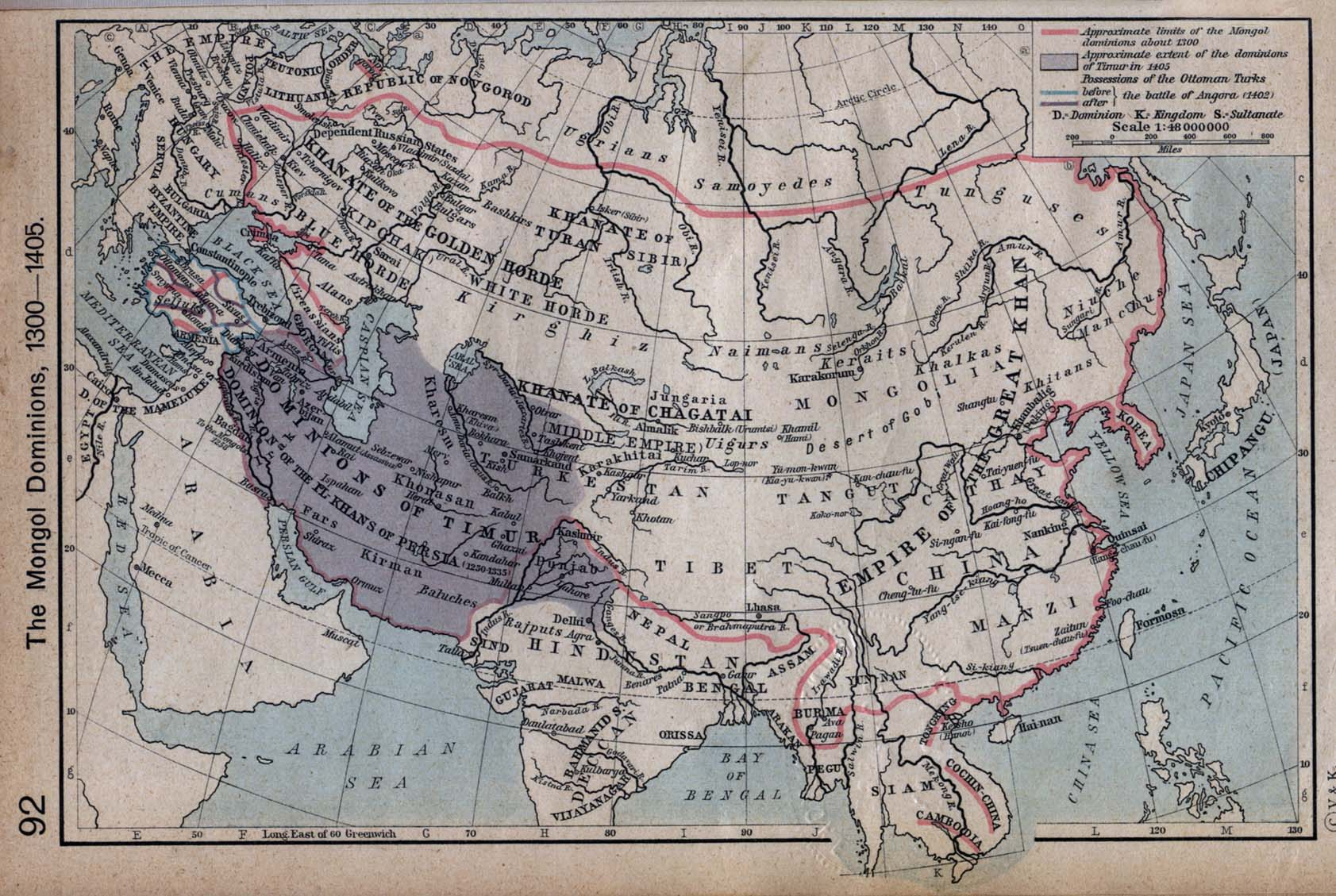
Mapa continental timúrida

Los timúridas, autodenominados gurkānī, fueron una dinastía turco-mongol, establecida por el señor de la guerra Tamerlán en 1370 y que culminó en 1506. En su apogeo, el imperio timúrida incluía todo Asia Central, Irán y el moderno Afganistán, así como grandes partes de Mesopotamia y el Cáucaso.

## Historia moderna

### Kanatos mongoles posteriores
Posteriormente, los kanatos mongoles, como la dinastía Yuan del Norte en Mongolia y el Kanato de Dzungars en Xinjiang, también fueron imperios nómadas. Justo después de la caída de la dinastía Yuan en 1368, la dinastía Ming establecida por la etnia han reconstruyó la Gran Muralla China, que habían comenzado varios cientos de años antes para mantener a los nómadas del norte fuera de la región de Dieciocho Provincias. Durante los siglos subsiguientes, los mongoles, que en ese entonces residían en Mongolia como la dinastía Yuan del Norte, tendían a continuar su modo de vida independiente y nómada tanto como fuera posible. Por otra parte, los Dzungars fueron una confederación de varias  tribus oirates que formaron y mantuvieron el último imperio de arqueros a caballo desde principios del siglo XVII hasta mediados del siglo XVIII. Surgieron a principios del siglo XVII para luchar contra Altan, Kan de Khalkha, Jasaghtu Kan y sus patrocinadores manchúes para el dominio y control sobre el pueblo y territorios de Mongolia. En 1756, este último poder nómada se disolvió debido a la lucha de sucesión de los príncipes Oirates y la costosa guerra con la dinastía Qing.

## Populares conceptos erróneos
La dinastía Qing es erróneamente confundida como un imperio nómada por quiénes creen que los manchúes fueron nómadas, cuando de hecho no lo fueron, ya que en realidad se trataba de un pueblo de agricultores sedentarios, quienes vivían en aldeas, cuidaban de sus cultivos y practicaban la caza y el tiro con arco.
Los Sushen usaron flechas de madera, tuvieron cultivos, practicaron la caza y la pesca, y habitaron en cuevas y árboles. Los cognados Sushen o Jichen (稷真) aparecen nuevamente en Shan Hai Jing y Book of Wei durante la era dinástica refiriéndose a las tribus de pueblos tunguses Mohe del extremo noreste. Los mohe disfrutaban comiendo carne de cerdo, practicaban la cría de porcinos extensamente y eran principalmente sedentarios. También utilizaron las pieles de cerdo y de perro como abrigos. Eran predominantemente agricultores y cultivaban soja, trigo, mijo y arroz, además de dedicarse a la caza.
Los yurchen fueron sedentarios, agricultores asentados con técnicas de agricultura avanzada. Cultivaron grano y mijo como sus cultivos de cereales, también cultivaron lino y criaron bueyes, cerdos, ovejas y caballos. Su estilo de vida agrícola fue muy diferente del nomadismo pastoral de los mongoles y los kitán en las estepas. "A lo sumo", los yurchen solo podrían ser descritos como "seminómadas" mientras que la mayoría de ellos fueron sedentarios.
La forma de vida manchú (economía) se describió como agricultural, de cultivo y cría de animales en granjas. Los manchúes practicaban la  agricultura de tala y quema en las áreas al norte de Shenyang. Los Haixi yurchens eran "semi-agrícolas, los jianzhou yurchens y los maolian (毛 怜) yurchens eran sedentarios, mientras que la caza y la pesca era el modo de vida de los yurchens salvajes". La sociedad china Han se parecía a la de los sedentarios Jianzhou y Maolian, que eran agricultores. La ganadería y la agricultura sedentaria fueron practicadas por los Jianzhou Jurchens como parte de su cultura. A pesar del hecho de que los manchúes practicaban tiro con arco a caballo y equitación, sus progenitores inmediatos practicaban la agricultura sedentaria. Aunque también participaban en la caza, eran sedentarios. Su principal modo de producción era la agricultura mientras vivían en aldeas, fortalezas y pueblos rodeados por muros. La agricultura fue practicada por sus antecesores Jurchen Jin.
| “建州毛怜则渤海大氏遗孽，乐住种，善缉纺，饮食服用，皆如华人，自长白山迤南，可拊而治也。" "Las (personas de) Chien-chou y Mao-lin [YLSL siempre lee a Mao-lien] son los descendientes de la familia Ta de Po-hai. Les encanta ser sedentarios y sembrar, y son expertos en hilar y tejer. En cuanto a la comida, ropa y utensilios, son los mismos que (los usados por) los chinos. (Los que viven) al sur de la montaña Ch'ang-pai tienden a ser tranquilos y gobernados ".—— 据魏焕《皇明九边考》卷二《辽东镇边夷考》 Traducido desde relaciones Sino-J̌ürčed" durante el período Yung-Lo, 1403–1424 por Henry Serruys |

Por razones políticas, el líder yurchen, Nurhaci, optó por enfatizar las diferencias o similitudes en los estilos de vida con otros pueblos como los mongoles. Nurhaci dijo a los mongoles que "los idiomas de chinos y coreanos son diferentes, pero su vestimenta y forma de vida son las mismas. Lo mismo sucede con nuestros manchúes (Jušen) y los mongoles. Nuestros idiomas son diferentes, pero nuestra vestimenta y estilo de vida son los mismos". Más tarde, indicó que el vínculo con los mongoles no se basaba en ninguna cultura real compartida. Fue por razones pragmáticas de "oportunismo mutuo", ya que Nurhaci dijo a los mongoles: "Ustedes los mongoles crían ganado, comen carne y usan pieles. Mi gente trabaja los campos y vive del grano. Nosotros no somos un país y tenemos diferentes lenguajes."
De manera similar, los dominios de la sociedad protoindoeuropea, como los cimerios, escitias, sármatas o kushan, no eran estrictamente nómadas ni estrictamente imperios. Se organizaron en pequeñas sátrapas/voivodatos a veces uniéndose en un Mandala más grande para repeler los imperios despóticos circundantes que intentaban anexar sus patrias. Solo la parte pastoral de la población y las tropas militares emigraron con frecuencia, pero la mayoría de la población vivía en pequeños municipios agrícolas e industriales organizados, llamados en Europa gord, por ej. los oasis de Sogdia y Bactria a lo largo de la Ruta de la Seda (sacas, tocarios) y alrededor de la cuenca del Tarim (momias del Tarim, Reino de Jotán) o las áreas rurales de Europa (Sarmatia, Panonia, Silesia, Speyergau, Baviera) y el subcontinente indio (Cachemira, Punyab...). Debido al número creciente (desde el siglo II a. C.) de nómadas turcos e invasores entre ellos, que adoptaron su equitación, metalurgia, tecnologías, vestimenta y costumbres, a menudo también se confundieron con los posteriores, lo que ocurre principalmente en el caso de los escitas (sacas, sármatas, skolotoi, Iazyges). En India los sacas, aunque conocidos anteriormente como Shakias, así como los Kambojas, que formaban el Imperio Kushán, se confundieron con los xionitas que los invadieron y fueron llamados Mlecha. Los invasores turcos explotaron a los indoeuropeos sedentarios en la agricultura, industria y guerra (Mamelucos, Jenízaros). En algunos casos raros, los indoeuropeos esclavizados pudieron aumentar su poder, por ejemplo Alexandra Lisowska conocida como Roxelana.

## Otras lecturas
- Amitai, Reuven ; Biran, Michal (editores). Mongoles, turcos y otros: nómadas eurasiáticos y el mundo sedentario (Brill's Inner Asian Library, 11) . Leiden: Brill, 2005 ( ISBN 90-04-14096-4
- Drews, Robert . Los primeros jinetes: los inicios de la guerra en Asia y Europa . NY: Routledge, 2004 ( ISBN 0-415-32624-9    ).
- Grousset, René. El imperio de las estepas: una historia de Asia Central, Naomi Walford, (tr. ), New Brunswick, NJ: Rutgers University Press, 1970.
- Hildinger, Erik . Guerreros de la estepa: una historia militar de Asia Central, 500   BC a AD   1700 . Nueva York: Sarpedon Publishers, 1997 (tapa dura, ISBN 1-885119-43-7    ); Cambridge, MA: Da   Capo Press, 2001 (libro de bolsillo, ISBN 0-306-81065-4    ).
- Kradin, Nikolái. Imperios nómadas: Orígenes, Ascenso, Decadencia. Los caminos nómadas en la evolución social . Ed. por N.N. Kradin, Dmitri Bondarenko y T. Barfield (pág.   73-87). Moscú: Centro de Estudios Civilizacionales, Academia de Ciencias de Rusia, 2003.
- Kradin, Nikolái. Nómadas del interior de Asia en transición. Moscú: URSS, 2014 (ISBN 978-5-396-00632-4    ).